# Grigory Nikolaevich Neujmin
| 748 Simeïsa        | 14 de março de 1913    |
| 751 Faïna          | 28 de abril de 1913    |
| 752 Sulamitis      | 30 de abril de 1913    |
| 753 Tiflis         | 30 de abril de 1913    |
| 762 Pulcova        | 3 de setembro de 1913  |
| 768 Struveana      | 4 de outubro de 1913   |
| 769 Tatjana        | 6 de outubro de 1913   |
| 779 Nina           | 25 de janeiro de 1914  |
| 780 Armenia        | 25 de janeiro de 1914  |
| 781 Kartvelia      | 25 de janeiro de 1914  |
| 787 Moskva         | 20 de abril de 1914    |
| 789 Lena           | 24 de junho de 1914    |
| 791 Ani            | 29 de junho de 1914    |
| 814 Tauris         | 2 de janeiro de 1916   |
| 824 Anastasia      | 25 de março de 1916    |
| 825 Tanina         | 27 de março de 1916    |
| 829 Academia       | 25 de agosto de 1916   |
| 830 Petropolitana  | 25 de agosto de 1916   |
| 847 Agnia          | 2 de setembro de 1915  |
| 848 Inna           | 5 de setembro de 1915  |
| 877 Walküre        | 13 de setembro de 1915 |
| 882 Swetlana       | 15 de agosto de 1917   |
| 916 America        | 7 de agosto de 1915    |
| 917 Lyka           | 5 de setembro de 1915  |
| 951 Gaspra         | 30 de julho de 1916    |
| 952 Caia           | 27 de outubro de 1916  |
| 1075 Helina        | 29 de setembro de 1926 |
| 1099 Figneria      | 13 de setembro de 1928 |
| 1110 Jaroslawa     | 10 de agosto de 1928   |
| 1123 Shapleya      | 21 de setembro de 1928 |
| 1135 Colchis       | 3 de outubro de 1929   |
| 1137 Raïssa        | 27 de outubro de 1929  |
| 1140 Crimea        | 30 de dezembro de 1929 |
| 1146 Biarmia       | 7 de maio de 1929      |
| 1147 Stavropolis   | 11 de junho de 1929    |
| 1158 Luda          | 31 de agosto de 1929   |
| 1189 Terentia      | 17 de setembro de 1930 |
| 1190 Pelagia       | 20 de setembro de 1930 |
| 1202 Marina        | 13 de setembro de 1931 |
| 1210 Morosovia     | 6 de junho de 1931     |
| 1236 Thaïs         | 6 de novembro de 1931  |
| 1255 Schilowa      | 8 de julho de 1932     |
| 1269 Rollandia     | 20 de setembro de 1930 |
| 1271 Isergina      | 10 de outubro de 1931  |
| 1277 Dolores       | 18 de abril de 1933    |
| 1289 Kutaïssi      | 19 de agosto de 1933   |
| 1306 Scythia       | 22 de julho de 1930    |
| 1307 Cimmeria      | 17 de outubro de 1930  |
| 1309 Hyperborea    | 11 de outubro de 1931  |
| 1316 Kasan         | 17 de outubro de 1933  |
| 1331 Solvejg       | 25 de agosto de 1933   |
| 1347 Patria        | 6 de novembro de 1931  |
| 1351 Uzbekistania  | 5 de outubro de 1934   |
| 1379 Lomonosowa    | 19 de março de 1936    |
| 1386 Storeria      | 28 de julho de 1935    |
| 1403 Idelsonia     | 13 de agosto de 1936   |
| 1434 Margot        | 19 de março de 1936    |
| 1459 Magnya        | 4 de novembro de 1937  |
| 1484 Postrema      | 29 de abril de 1938    |
| 1590 Tsiolkovskaja | 1 de julho de 1933     |
| 1603 Neva          | 4 de novembro de 1926  |
| 1653 Yakhontovia   | 30 de agosto de 1937   |
| 1671 Chaika        | 3 de outubro de 1934   |
| 1692 Subbotina     | 16 de agosto de 1936   |
| 1725 CrAO          | 20 de setembro de 1930 |
| 1734 Zhongolovich  | 11 de outubro de 1928  |
| 1783 Albitskij     | 24 de março de 1935    |
| 2166 Handahl       | 13 de agosto de 1936   |
| 2237 Melnikov      | 2 de outubro de 1938   |
| 2484 Parenago      | 7 de outubro de 1928   |
| 2536 Kozyrev       | 15 de agosto de 1939   |
| 3036 Krat          | 11 de outubro de 1937  |
| 3761 Romanskaya    | 25 de julho de 1936    |
| 4420 Alandreev     | 15 de agosto de 1936   |

Grigory Nikolaevich Neujmin (em russo:  Григорий Николаевич Неуймин; 3 de janeiro de 1886 – 17 de dezembro de 1946) foi um astrônomo russo/soviético.
Ele é creditado como descobridor de 74 asteroides, e, nomeadamente, o 951 Gaspra e o 762 Pulcova. O Minor Planet Center credita suas descobertas sob o nome G.N. Neujmin, e seu sobrenome aparece desta forma na literatura. No entanto, a moderno transliteração em inglês do seu nome seria Neuymin.
Ele também descobriu ou codescobriu uma série de cometas periódicos, incluindo: 25D/Neujmin, 28P/Neujmin, 42P/Neujmin, 57P/du Toit-Neujmin-Delporte e 58P/Jackson-Neujmin. A cratera lunar Neujmin foi nomeada em sua homenagem, assim como também é o caso do asteroide 1129 Neujmina.